# Le Lit à deux places
Pour plus de détails, voir Fiche technique et Distribution.
Le Lit à deux places (italien : Racconti a due piazze) est un film à sketches italo-français de Jean Delannoy, François Dupont-Midy, Gianni Puccini et Alvaro Mancori, sorti le 6 août 1965.

## Synopsis
Chez un antiquaire, Mamounette est à la recherche d'un lit à deux places « pour le petit », qui se marie. Chacun des lits qu'il lui présente a une histoire, donnant lieu à un sketch :
- Dans Le Berceau, l'ensemble de deux lits jumeaux, un lit de jeune fille et un berceau meuble la chambre d'un couple d'aubergistes, dont la fille est visitée par son galant. Le berceau étant déplacé par mégarde, les occupants regagnent par erreur un lit qui n'est pas le leur...
- Le Monstre (sketch non repris sur certains DVD) écume la pinède d'une ville méditerranéenne, où la jeune épouse d'un sexologue feint des troubles pour ne pas consommer le mariage, et convoler ainsi tranquillement avec son amant ;
- Le Monsieur de passage propose une belle somme à une jeune mannequin italienne supposée inconnue, uniquement pour l'inviter à dîner puis boire un verre chez elle ; elle ne saura qu'à son départ la raison de cette « générosité » surprenante ; 
- L'héroïne de Mourir pour vivre attire chez elle des hommes fortunés pour, à peine l'ont-ils payée, éclater en sanglots en tirant le rideau sur le lit où git le « cadavre » de son mari, jusqu'à ce que l'un d'eux, au lieu de fuir épouvanté, se révèle excité à l'idée de faire l'amour à côté d'un mort...
- Le dernier lit est acheté par Mamounette, où son empoté de fils se voit imposer par son futur beau-frère de procéder à La Répétition de sa nuit de noces; dans les moindre détails, figurante à l'appui.

## Fiche technique
- Titre original français : Le Lit à deux places
- Titre italien : Racconti a due piazze
- Assistant réalisateur : Alain Belmondo
- Images : Robert Lefebvre
- Opérateur : Gaston Muller
- Musique : Georges Garvarentz (éditions : French music)
- Décors : René Renoux
- Script-girl : Claude Vériat
- Son : Jacques Lebreton, assisté de Guy Maillet
- Montage : Henri Taverna, assisté de Raymonde Guyot
- Costumes : Anne-Marie Chrétien
- Régisseur extérieur : Roger Joint
- Maquillage : Jacqueline Pipard
- Tournage dans les studios Franstudio (Paris) Elios Film (Rome)
- Production : Cineurop Production (Paris) et Metheus Film (Rome)
- Directeur de production : Jean Valter
- Producteur délégué : Simonne Bertrand-Dulin
- Tirage dans les laboratoires G.T.C de Joinville
- Son Poste Parisien studios Marignan
- Distribution : Cineurop Production
- Durée : 120 min
- Date de sortie : 
  - France - 6 août 1965
- Visa d'exploitation : 30449

## Distribution
Pour le fil conducteur :
- Jean Parédès : l'antiquaire
- Denise Gence : Mamounette, la cliente

### Le Berceau
Pour le sketch Le Berceau, adapté par Jean Delannoy du conte éponyme de Jean de La Fontaine, lui même repris du Décaméron, de Boccace, dialogues d'Antoine Blondin :
- Catherine Clarence : Colette
- Jacques Audoux : L'amoureux de Colette
- Clément Michu : Christian, le copain
- Carla Calo : Maria, la mère
- Jean Richard : Emile, l'aubergiste
- Christian Brocard : Un consommateur
- André Weber : Lucien, le camionneur

### Le Monstre
Pour le sketch Le Monstre, réalisé par Gianni Puccini et Bruno Baratti :
- France Anglade : Claudine, l'épouse
- Nino Castelnuovo : l'amant
- Leopoldo Trieste : le mari

### Le Monsieur de passage
Pour le sketch Le Monsieur de passage, réalisé par Alfredo Giannetti sur un scénario de François Dupont-Midy et Jean-Loup Dabadie, dialogues de Jean-Loup Dabadie :
- Sylva Koscina : Giuletta Gaverini, le mannequin
- Michel Serrault : Albert Simono, le monsieur de passage
- Jacques Van Dooren : Un homme descendant du train
- Roger Trapp : Jean-Joseph, le scout
- Florence Blot : La serveuse du restaurant
- Michel Sardou : un figurant du restaurant, devant le jukebox

### Mourir pour vivre
Pour le sketch Mourir pour vivre, réalisé par Alvaro Mancori, crédité comme de Gianni Puccini et Bruno Baratti :
- Margaret Lee : Carmela, la fausse veuve
- Lando Buzzanca : Vincenzo, le faux mort

### La Répétition
Pour le sketch La Répétition, réalisé par Jean Delannoy (?), crédité comme de Darry Cowl et Jean-Loup Dabadie, dialogues de Jean-Loup Dabadie :
- Denise Gence : Mamounette, la mère de Robert
- Jacques Charon : Robert, Hyacinthe de La Valtail, le fiancé
- Darry Cowl : Paul, le frère de Patricia
- Dominique Boschero : Sophie, la doublure de Patricia
- Robert Blome : Un invité au mariage

## Autour du film

### Clins d’oeil amusés à l’homosexualité
- Le berceau (inspiré d'un conte de Jean de La Fontaine) : par manque de place deux copains se retrouvent dans le même lit. À la suite de quiproquos Emile se retrouve au lit avec l’amoureux de sa fille Colette.Emile (Jean Richard) est représenté en pyjama rayé bleu et blanc sur une des affiches[2]. Les pyjamas rayés de Christian et Émile pourraient faire penser à celui des homosexuels déportés par les nazis (tenues portant un Triangle rose)[3] . Le ton léger et amusé du film nous éloigne de ce rapprochement. En effet, on peut davantage voir dans ce film une illustration, sans doute ironique, du machisme décomplexé des années 60.
- La répétition : Paul joue le rôle de sa sœur Patricia pour expliquer au fiancé Robert ce qu’il devra faire. La prestation de Darry Cowl y est inoubliable.

### Film «étranges compagnons de lit»
Le film Étranges compagnons de lit (titre original : Strange Bedfellows)  est sorti le 10 février 1965 aux États-Unis et le 13 mai 1965 en France , soit quelques mois avant «Le lit à deux places» , aborde une comédie  analogue et fait également  allusion à l’homosexualité  .  Sur  l'une des affiches Carter Harrison (Rock Hudson) est représenté en pyjama rayé rouge et gris, rayé bleu et blanc sur une autre. Émile était représenté en pyjama rayé bleu et blanc sur une des affiches du film le lit à deux places.